# Адли Якан-паша
Адли Якан-паша (араб. عدلي يكن باشا‎; 18 января 1864, Каир, Египетский эялет — 22 октября 1933, Париж, Франция) — египетский государственный и политический деятель, трижды занимавший пост премьер-министра Египта (16 марта 1921 — 1 марта 1922; 7 июня 1926 — 26 апреля 1927; 4 октября 1929 — 1 января 1930), Председатель Народного собрания Египта (январь 1930 — 15 октября 1930), министр образования (1914—1919), министр внутренних дел Египта (1919, 1929—1930), министр иностранных дел (апрель 1914 — 19 декабря 1914).

## Биография
Турецко-албанского происхождения. Правнучатый племянник Мухаммеда Али Египетского. 
Исламист-суннит. Образование получил во Франции, хорошо овладел французским языком.
Работал переводчиком в Министерстве внутренних дел (1880—1883), затем сотрудником в Министерстве иностранных дел (1883—1885), в 1885—1886 годах — секретарь МИДа, в 1887—1891 годах был секретарём Совета министров Египта. 
В 1903 году назначен губернатором, затем министром пожертвований (1906—1909). В 1913 году был избран в Законодательное собрание, стал председателем Народного собрания Египта в 1930 году.
С декабря 1914 по 1919 год работал в должности министра образования, сделал арабский язык основным языком начального и среднего образования. В 1919 и 1929—1930 годах — министр внутренних дел Египта. 
С 16 марта 1921 по 1 марта 1922, затем с 7 июня 1926 по 26 апреля 1927 и с 4 октября 1929 по 1 января 1930 года занимал пост премьер-министра Египта.
Был одним из основателей Либерально-конституционной партии Египта и её председателем с октября 1922 по январь 1924 года. 
На занимаемых должностях сделал первые шаги по созданию государственного университета. Основал первые детские сады в 1918 году и государственные начальные школы. В 1918 году основал школу учителей французского языка и естественных наук, известную как «Учителя Тауфикия».
Участвовал в переговорах с лордом Керзоном, министром иностранных дел Великобритании, о предоставлении Египту независимости, так как переговоры не увенчались успехом, ушёл с поста министр иностранных дел (1914).